# احرام

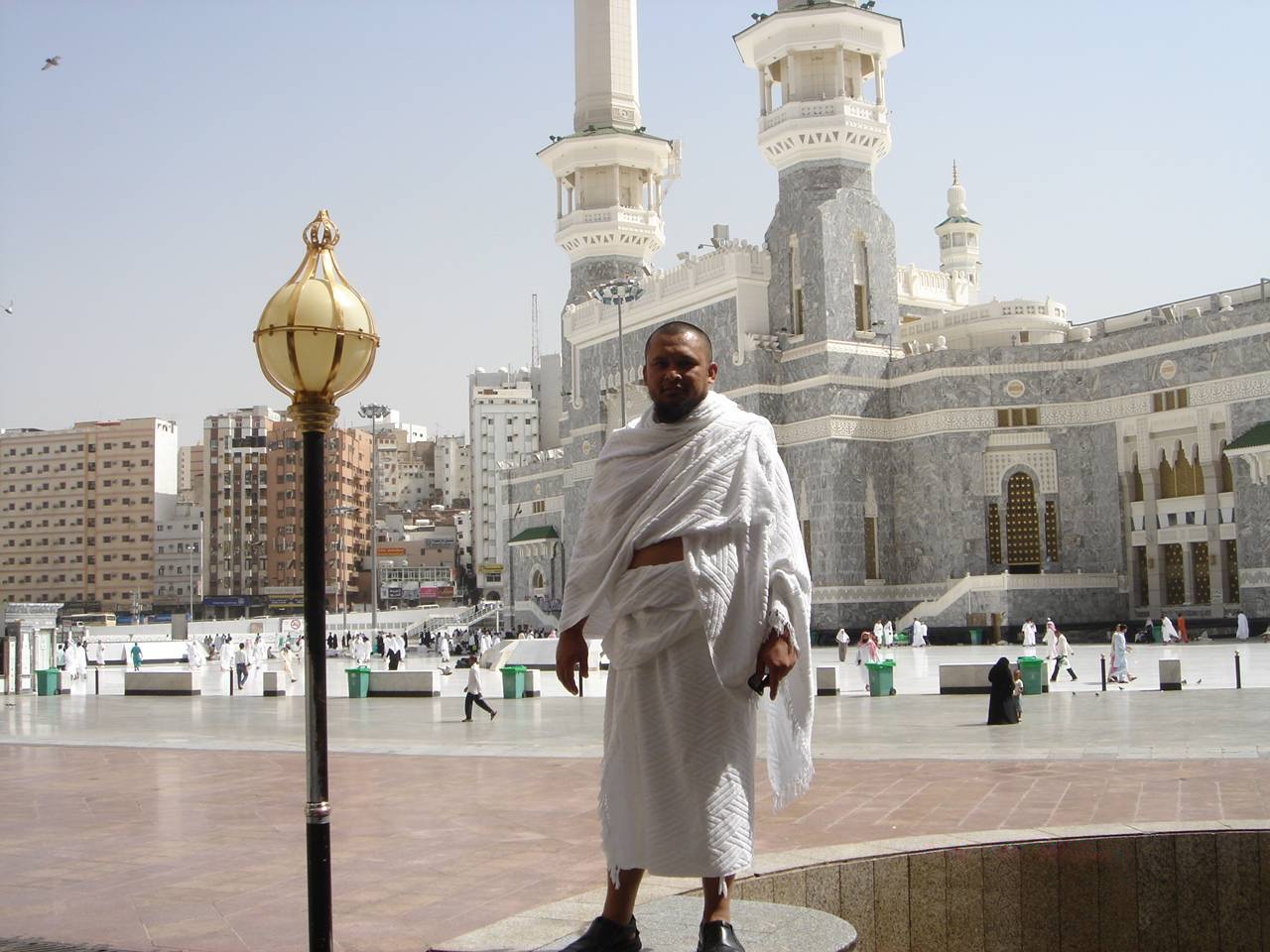
یک حاجی با لباس احرام

احرام نخستین مرحله از عمره تمتع مربوط به اعمال حج است.
باید آن دسته از زائرانی که پیش از اعمال حج برای زیارت مقبره پیامبر اسلام و امامان بقیع به مدینه می‌روند، آنگاه که روانه مکّه می‌شوند، در مسجد شجره که در چند کیلومتری مدینه و بر سر راه مکّه واقع شده‌است، مُحرم شده و برای انجام بقیّه اعمال به سوی مکّه حرکت کنند و آنان که از جدّه عازم مکّه می‌شوند باید به «جُحفه» بروند و در آنجا مُحرم شوند.

## کیفیّت احرام
- برای انجام احرام، مردان باید تمام لباسهای دوخته (حتی لباسهای زیر و کوچک) را از تن درآورند و دو تکه لباس غیر دوخته بر تن کنند که یکی را مانند لنگ بر کمر می‌بندند و دیگری را بر شانه می‌اندازند و با نیّت احرامِ عُمره تَمَتُّع بگویند:

«لَبَّیْکَ اللّهُمَّ لَبَّیْکَ، لَبَّیْکَ لا شَرِیکَ لَکَ لَبَّیْکَ»

احتیاط مستحب آن است که پس از آن بگویند:

«اِنَّ الْحَمدَ وَالنِّعْمَةَ لَکَ وَالْمُلکَ لاشریکَ لَکَ لَبَّیْکَ».

- برای انجام احرام، بانوان می‌توانند لباس دوخته بپوشند و بیرون آوردن آنها و پوشیدن دو تکه پارچه غیر دوخته بر آنان واجب نیست.

بانوان نیز همانند مردان نیّت کرده و لبیک‌ها را می‌گویند.
بنا بر متون اسلامی، نیّت احرام اینگونه است که فرد هنگام پوشیدن لباس و گفتن لبیک بنا داشته باشد که برای «عمره تمتّع» محرم شود و این عمل و اعمال بعدی را برای پیروی از آنچه مسلمانان دستور الله می‌دانند انجام دهد از این‌رو باید قصد انجام چیزی که احرام را باطل می‌کند نداشته باشد و لازم نیست به زبان بگوید، گرچه گفتن آن هم مانع ندارد.

## چند مسئله مورد توجه
1. جامه احرام باید پاک و مباح باشد.
2. بانوان در حال احرام، بنابر احتیاط نباید لباس حریر بپوشند.
3. اگر بدن یا لباس مُحرم نجس شود، بنابر احتیاط واجب باید بدن را پاکیزه و لباس را تعویض یا تطهیر کند.